# Los Cabos Open 2024
Los Cabos Open 2024, oficiálně Mifel Tennis Open by Telcel Oppo 2024, byl tenisový turnaj na mužském profesionálním okruhu ATP Tour, hraný v areálu Cabo Sports Complex. Osmý ročník Los Cabos Open probíhal mezi 19. a 24. únorem 2024 v mexickém přímořském městě Cabo San Lucas na dvorcích s tvrdým povrchem. V kalendáři okruhu byl přesunut ze srpna do týdne před acapulský Mexican Open.
Turnaj dotovaný 1 005 620 dolary patřil do kategorie ATP Tour 250. Nejvýše nasazeným singlistou se stal šestý tenista světa Alexander Zverev z Německa, kterého v semifinále vyřadil Thompson. Jako poslední přímý účastník do hlavní soutěže nastoupil francouzský 99. hráč žebříčku Constant Lestienne. V důsledku invaze Ruska na Ukrajinu na konci února 2022 řídící organizace tenisu ATP, WTA a ITF s grandslamy rozhodly, že ruští a běloruští tenisté mohli dále na okruzích startovat, ale do odvolání nikoli pod vlajkami Ruska a Běloruska.
Turnajový double si odvezl 29letý Australan Jordan Thompson, který na okruhu ATP Tour vybojoval první singlový titul a po boku krajana Maxe Purcella ovládl i čtyřhru.

## Rozdělení bodů a finančních odměn

### Rozdělení bodů
| Soutěž  | Soutěž      | vítězové | finalisté | semifinalisté | čtvrtfinalisté | 16 v kole | 28 v kole | Q  | Q2 | Q1 |
| ------- | ----------- | -------- | --------- | ------------- | -------------- | --------- | --------- | -- | -- | -- |
| dvouhra | [ 2 ] [ 7 ] | 250      | 165       | 100           | 50             | 25        | 0         | 13 | 7  | 0  |
| čtyřhra | [ 8 ]       | 250      | 150       | 90            | 45             | 0         | —         | —  | —  | —  |

### Finanční odměny
| Soutěž                                | Soutěž      | vítězové  | finalisté | semifinalisté | čtvrtfinalisté | 16 v kole | 28 v kole | Q2      | Q1      |
| ------------------------------------- | ----------- | --------- | --------- | ------------- | -------------- | --------- | --------- | ------- | ------- |
| dvouhra                               | [ 2 ] [ 7 ] | 139 190 $ | 81 195 $  | 47 740 $      | 26 665 $       | 16 065 $  | 9 815 $   | 4 910 $ | 2 675 $ |
| čtyřhra                               | [ 8 ]       | 48 360 $  | 25 880 $  | 15 170 $      | 8 480 $        | 5 000 $   | —         | —       | —       |
| částka ve čtyřhrách je uvedena na pár |             |           |           |               |                |           |           |         |         |

## Mužská dvouhra

### Nasazení
| Stát                          | Hráč               | ATP | Nasazení |
| ----------------------------- | ------------------ | --- | -------- |
| Německo                       | Alexander Zverev   | 6.  | 1.       |
| Řecko                         | Stefanos Tsitsipas | 10. | 2.       |
| Austrálie                     | Alex de Minaur     | 11. | 3.       |
| Norsko                        | Casper Ruud        | 12. | 4.       |
|                               | Roman Safiullin    | 39. | 5.       |
| Srbsko                        | Miomir Kecmanović  | 40. | 6.       |
| Austrálie                     | Max Purcell        | 41. | 7.       |
| Austrálie                     | Jordan Thompson    | 42. | 8.       |
| Žebříček ATP k 12. únoru 2024 |                    |     |          |

### Jiné formy účasti
Následující hráči obdrželi divokou kartu do hlavní soutěže:
- Ernesto Escobedo
- Rodrigo Pacheco Méndez
- Diego Schwartzman

Následující hráči postoupili z kvalifikace:
- Flavio Cobolli
- Brandon Holt
- Aleksandar Kovacevic
- Emilio Nava

### Odhlášení
před zahájením turnaje
- Christopher Eubanks → nahradil jej  Alex Michelsen
- Mackenzie McDonald → nahradil jej  Aleksandar Vukic
- Holger Rune → nahradil jej  Nuno Borges
- J. J. Wolf → nahradil jej  Marcos Giron

## Mužská čtyřhra

### Nasazení
| Stát                                                                     | Hráč              | Stát               | Hráč            | ATP | Nasazení |
| ------------------------------------------------------------------------ | ----------------- | ------------------ | --------------- | --- | -------- |
| Mexiko                                                                   | Santiago González | Spojené království | Neal Skupski    | 17. | 1.       |
| Monako                                                                   | Hugo Nys          | Polsko             | Jan Zieliński   | 51. | 2.       |
| Finsko                                                                   | Harri Heliövaara  | Austrálie          | John Peers      | 74. | 3.       |
| Austrálie                                                                | Max Purcell       | Austrálie          | Jordan Thompson | 97. | 4.       |
| Žebříček ATP k 12. únoru 2024; číslo je součtem umístění obou členů páru |                   |                    |                 |     |          |

### Jiné formy účasti
Následující páry obdržely divokou kartu do hlavní soutěže:
- Hans Hach Verdugo /  Luis David Martínez
- Rodrigo Pacheco Méndez /  Diego Schwartzman

## Přehled finále

### Mužská dvouhra
Jordan Thompson vs.  Casper Ruud, 6–3, 7–6(7–4)

### Mužská čtyřhra
- Max Purcell /  Jordan Thompson vs.  Gonzalo Escobar /  Oleksandr Nedověsov, 7–5, 7–6(7–2)